# Schmalspurbahn Montélimar–Dieulefit
| Corpet-Louvet-Lokomotive (C n2t, 18 t, Baujahr 1897) |                     |                                  |                                  |
| Ehemaliger Streckenverlauf auf einer neuzeitlichen Karte Sommerfahrplan von 1914 |                     |                                  |                                  |
| Streckenlänge: | 29 km               |                                  |                                  |
| Spurweite: | 1000 mm (Meterspur) |                                  |                                  |
| Streckengeschwindigkeit: | 25 km/h             |                                  |                                  |
| |                     |                                  |                                  |
| \| \| \| Bahnstrecke Paris–Marseille \| \| \| \| 0 \| Montélimar, gare \| Montélimar, gare \| \| \| \| Montélimar, ville \| \| \| \| \| Pont du Tramway über den Roubion \| \| \| \| \| Montélimar, Espoulette \| \| \| \| \| Montboucher \| \| \| \| \| Puygiron-Rochef \| \| \| \| \| La Bâtie-Rolland \| \| \| \| \| Portes \| \| \| \| \| La Bégude-de-Mazenc \| \| \| \| \| Poët-Laval \| \| \| \| 29 \| Dieulefit[1][2] \| Dieulefit[1][2] \| |                     |                                  |                                  |
| Bahnhof quer |                     | Bahnstrecke Paris–Marseille      | Bahnstrecke Paris–Marseille      |
| Kopfbahnhof Streckenanfang (Strecke außer Betrieb) | 0                   | Montélimar, gare                 | Montélimar, gare                 |
| Haltepunkt / Haltestelle (Strecke außer Betrieb) |                     | Montélimar, ville                | Montélimar, ville                |
| Brücke über Wasserlauf (Strecke außer Betrieb) |                     | Pont du Tramway über den Roubion | Pont du Tramway über den Roubion |
| Haltepunkt / Haltestelle (Strecke außer Betrieb) |                     | Montélimar, Espoulette           | Montélimar, Espoulette           |
| Bahnhof (Strecke außer Betrieb) |                     | Montboucher                      | Montboucher                      |
| Haltepunkt / Haltestelle (Strecke außer Betrieb) |                     | Puygiron-Rochef                  | Puygiron-Rochef                  |
| Bahnhof (Strecke außer Betrieb) |                     | La Bâtie-Rolland                 | La Bâtie-Rolland                 |
| Haltepunkt / Haltestelle (Strecke außer Betrieb) |                     | Portes                           | Portes                           |
| Bahnhof (Strecke außer Betrieb) |                     | La Bégude-de-Mazenc              | La Bégude-de-Mazenc              |
| Bahnhof (Strecke außer Betrieb) |                     | Poët-Laval                       | Poët-Laval                       |
| Kopfbahnhof Streckenende (Strecke außer Betrieb) | 29                  | Dieulefit                        | Dieulefit                        |

Die Schmalspurbahn Montélimar–Dieulefit (französisch umgangssprachlich Le Petit Train du Picodon) war eine 29 Kilometer lange Meterspurbahn von Montélimar nach Dieulefit im Süden des Départements Drôme in der Region Auvergne-Rhône-Alpes in Frankreich. 

## Streckenverlauf

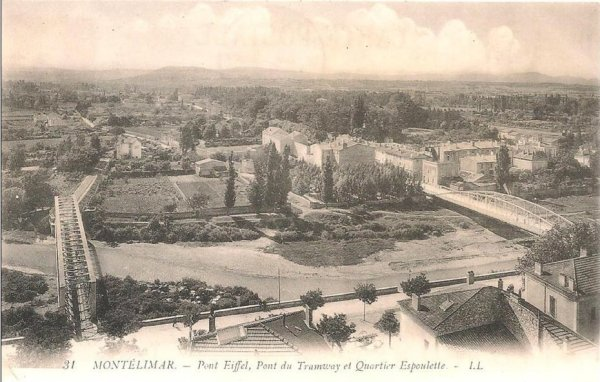
Die Tramway-Brücke über den Roubion links neben der Eiffel-Brücke

Auf der 29 Kilometer langen Strecke Coutances und Lessay gab es zehn im Fahrplan ausgewiesene Haltestellen und weitere Bedarfshaltestellen. Die Strecke verlief wie eine Straßenbahn meist auf den Straßen.

## Name
Die Bahn wurde umgangssprachlich nach dem Picodon benannt, einem in der Region hergestellten Weichkäse aus Ziegenmilch.

## Geschichte
Die aufgrund des Lokalbahn- und Tramway-Gesetzes von 1881 errichtete Schmalspurbahn wurde 1893 eröffnet. Der Personenverkehr wurde 1934 eingestellt und die Strecke 1937 endgültig stillgelegt.

## Betrieb
Die zulässige Höchstgeschwindigkeit betrug 25 km/h auf der offenen Strecke und 6 km/h bei der Durchquerung von Siedlungen. Im täglichen Betrieb wurde aber eine Geschwindigkeit 17 km/h nicht überschritten. Die Fahrt benötigte daher planmäßig knapp zwei Stunden.
Während der Zuckerrübenernte war das Güterverkehrsaufkommen besonders hoch. Die Rüben wurden in Montélimar in Regelspurwagen der P.L.M. umgeladen, um sie zu den Zuckerfabriken von Orange zu transportieren.